# Ardisia lankaensis
Ardisia lankaensis là một loài thực vật có hoa trong họ Anh thảo. Loài này được Kosterm. mô tả khoa học đầu tiên năm 1977.